# アドルフ・マルテンス

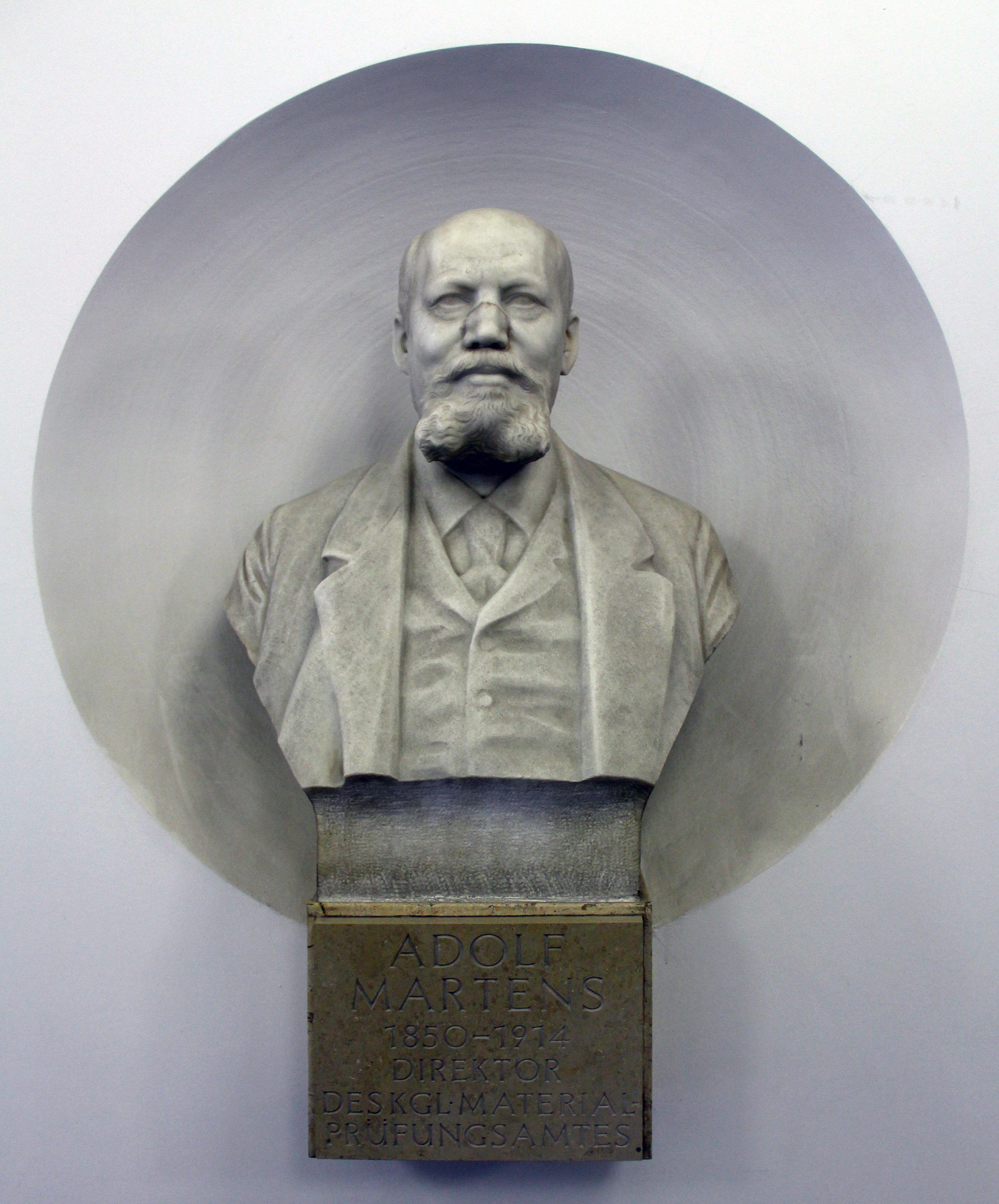
マルテンスの胸像（ベルリン）

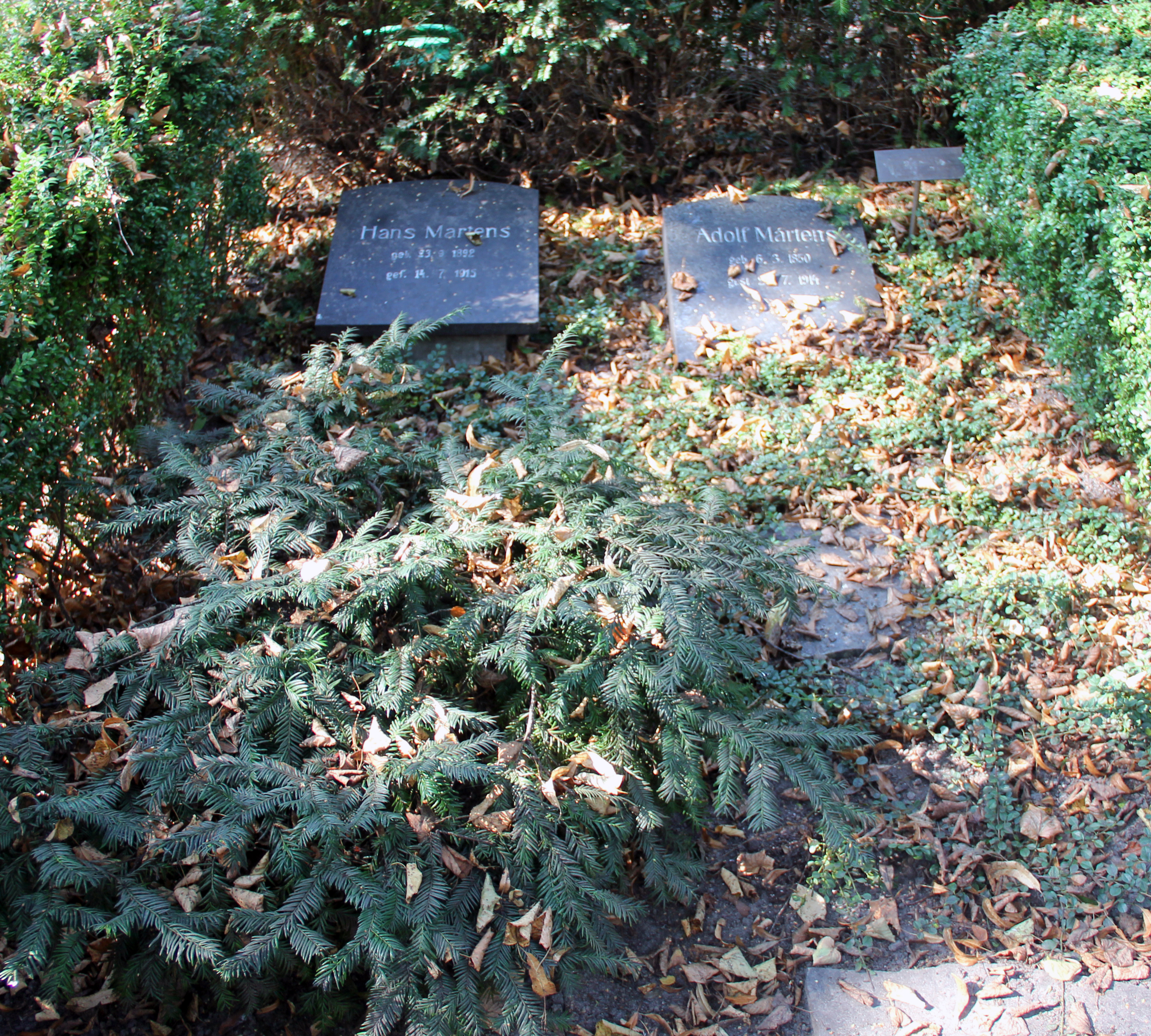
墓

アドルフ・マルテンス（独: Adolf Martens、1850年3月6日 - 1914年7月24日）はドイツの材料科学者、材料試験員。

## 経歴
機械工学を勉強したが、その初期に建設のための材料試験の開発により取り組んだ。1879年にシャルロッテンブルク工科大学の教授となった。そこで長年機械技術研究所長を務め、1884年より材料試験局（1904年にシャルロッテンブルクからダーレムに移転された）の長を務めた。材料工学・試験の父の1人であり、ドイツにおいて材料試験の科学を創設した。
金属構造の分析ツールとして顕微鏡を用いる先駆者の1人であった。金属顕微鏡を改良し金属合金の構成に関する研究により材料科学などに多大な貢献をした。1899年、高い評価を受ける『材料科学の参考書』(Handbuch der Materialkunde)を出版した。多くの材料試験機会を設計した。非金属の引っ掻き硬さを測定する方法や可燃性液体の引火点は彼の名前に関連している（引っ掻き硬さはMARTENS、引火点はPENSKY-MARTENS）
現在の Bundesanstalt für Materialforschung und -prüfung (BAM)の元となった Gründung des Königlichen Materialprüfungsamtes zurück の設立はこの人物にさかのぼることができる。1904年よりベルリンのプロイセン科学アカデミーのメンバーであった。1905年、ドレスデン工科大学より名誉博士を授与された。1911年、ドイツ技術者協会のグラスホフメダルを授与された。
彼の名誉を称して、鋼の中の急速な冷却に起因し鉄の硬さに関与する構造は国際的にマルテンサイトと呼ばれている。2003年、ISOはユニバーサル硬さをマルテンス硬さに改名した。
2年ごとにアドルフ・マルテンス基金はアドルフ・マルテンス賞を材料科学、材料研究・検査、安全技術に授与している。
1971年、ベルリンのLichterfeldeにある通りにマルテンスの名前が付けられた。彼の墓はダーレム市営公園墓地に位置している。

## 著作
- Max Pfender: Martens, Adolf. In: Neue Deutsche Biographie (NDB). Band 16, Duncker & Humblot, Berlin 1990, ISBN 3-428-00197-4, S. 266 f. (電子テキスト版).